# Voetbalkampioenschap van Saale-Elster 1916/17
In 1916/17 werd het vierde voetbalkampioenschap van Saale-Elster gespeeld, dat georganiseerd werd door de Midden-Duitse voetbalbond. 
Preußen Weißenfels werd kampioen en plaatste zich voor de Midden-Duitse eindronde.  Vanaf dit seizoen speelden de kampioenen van de verschillende Thüringse competities eerst onderling tegen elkaar voor het ticket naar de Midden-Duitse eindronde. De club verloor meteen met 5-2 van SC Erfurt 1895. 

## 1. Klasse
| Plaats | Club                       | Wed. | W | G | V | Saldo | Ptn.  |
| ------ | -------------------------- | ---- | - | - | - | ----- | ----- |
| 1.     | FC Preußen Weißenfels      | 10   | 9 | 1 | 0 | 33:10 | 19:01 |
| 2.     | Naumburger SV Hohenzollern | 10   | 7 | 1 | 2 | 20:09 | 15:05 |
| 3.     | TV Lion Weißenfels         | 10   | 4 | 1 | 5 | 12:22 | 09:11 |
| 4.     | SpVgg Zeitz 1910           | 10   | 3 | 1 | 6 | 09:30 | 07:13 |
| 5.     | Zeitzer BC 1903            | 10   | 3 | 0 | 7 | 05:02 | 06:14 |
| 6.     | SV Hohenzollern Weißenfels | 10   | 1 | 0 | 9 | 07:13 | 02:18 |

- Zeitzer BC 03 trok zich eind januari 1917 terug, resterende wedstrijden werden als overwinning voor de tegenstander geteld.
- Hohenzollern Weißenfels trok zich na de heenronde terug, resterende wedstrijden werden als overwinning voor de tegenstander geteld.

|  | Kampioen, geplaatst voor Midden-Duitse eindronde |
|  | Degradatie                                       |